# Colonia Santa Lucía
Santa Lucía es una población del Estado de México, localizada al este del municipio de Zumpango y en las inmediaciones de la Base Aérea Militar n.º 1 Santa Lucía de la Fuerza Aérea Mexicana. Conocida como Colonia Santa Lucía hasta el 5 de febrero de 2015, cuando un bando municipal de dicha fecha modificó su nombre a quedar en Santa Lucía-

## Localización y demografía
Colonia Santa Lucía se encuentra localizado en las coordenadas geográficas 19°46′25″N 99°1′20″O / 19.77361, -99.02222 y a una altitud de 2 240 metros sobre el nivel del mar. Se ubica al noroeste de las instalaciones de la Base Aérea número 1 de la Fuerza Aérea y al este la ciudad de Zumpango de Ocampo, cabecera municipal y la población de San Sebastián.
De acuerdo al censo de población y vivienda de 2010 realizado por el Instituto Nacional de Estadística y Geografía la población total es de 3 610 habitantes, de los que 1 785 son hombres y 1 825 son mujeres.